# Myamba
Myamba ist ein Verwaltungsbezirk (Ward) des Distrikts Same in der tansanischen Region Kilimandscharo.

## Geografie
Myamba liegt im Nordosten von Tansania im Südosten des Pare-Gebirges. Der Bezirk grenzt im Norden an Lugulu, im Osten an Ndungu und Kalemawe, im Süden an Kihurio und Vunta, im Südwesten an Kirangare und im Westen an Mpinji. Bei der Volkszählung 2022 lebten 14.360 Menschen in 3493 Haushalten auf einer Fläche von 57 Quadratkilometern.

## Gliederung
Der Bezirk besteht aus fünf Gemeinden (Mtaa) mit 21 Orten (Kitongoji):
| Kambeni - Kambeni - Mshiwi - Ndolwa - Yamba | Mang'a - Kiranga - Mang’a - Mhezi | Kirore - Kirore - Mlungui - Parane - Kwasekingo | Goha - Mtungulu - Chalamba - Goha - Manka - Njongo - Ndore | Kitubwa - Kitubwa - Makakara - Kanzora - Mrambo |

## Wirtschaft und Infrastruktur
- Landwirtschaft: Im Bezirk wird so viel Ingwer angebaut, dass 2012 eine eigene Fabrik eröffnet wurde, die mehr als 100 Tonnen Ingwer verarbeitet.[8]
- Bildung: In Myamba gibt es zwei weiterführende Schulen.[9] Die staatliche Myamba Secondary School bildet rund 100 Jugendliche (Stand 2023) bis zur 4. Stufe aus,[10] die Parane Secondary School ist eine private Internatsschule mit einer Ausbildung bis zur 6. Stufe.[11]
- Gesundheit: In der Gemeinde Mang'a liegt ein staatliches Gesundheitszentrum.[12] Außerdem befindet sich in Goha eine staatliche Apotheke.[13]